# 사이비 (영화)
《사이비》는 2013년 개봉한 연상호 감독의 독립 애니메이션 영화이다.

## 성우
- 양익준 : 김민철 역
- 오정세 : 성철우 역
- 권해효 : 최경석 역
- 박희본 : 김영선 역
- 황석정 : 영선 모 역
- 김재록 : 칠성 역
- 김남진 : 칠성 처 역
- 이수현 : 성호 & 교회목소리 역
- 김영환 : 지웅 역
- 장리우 : 카페마담 & 영선친구 3 & 마을주민 역
- 심희섭 : 마담연인 & 최경석부하 1 & 경찰 4 & 숙소 아이들 역
- 김창환 : 카페종업원 & 폭주족 1 & 배달원 & 숙소 아이들 역
- 맹봉학 : 도박판 남자 1 & 마을주민 역
- 장혁진 : 도박판 남자 2 & 목사 & 교회 연기자 2 & 마을주민 & 노래방손님 2 & 경찰 2 역
- 이돈용 : 도박판 남자 3 & 지선 부 & 교회 연기자 1 & 마을주민 역
- 김꽃비 : 지선 & 숙소 아이들 역
- 이민지 : 영선친구 1 & 폭주족 4 역
- 류혜영 : 영선친구 2 & 노래방도우미 2 역
- 이상희 : 전화목소리 & 마을주민 & 노래방도우미 1 & 교회목소리 역
- 연상호 : 폭주족 2 & 최경석부하 3 & 노래방손님 1 & 경찰 3 & 교회목소리 역
- 홍덕표 : 폭주족 3 & 최경석부하 2 & 교회목소리 역
- 이정은 : 마을주민 & 교회목소리 역
- 김현아 : 마을주민 & 교회목소리 역
- 김선화 : 마을주민 & 교회목소리 역
- 정영기 : 경찰 1 역
- 김민찬 : 교회목소리 역
- 하명석 : 교회목소리 역
- 홍은표 : 교회목소리 역
- 오승준 : 교회목소리 역
- 장희식 : 교회목소리 역
- 이성희 : 교회목소리 역
- 이지혜 : 교회목소리 역
- 이윤희 : 교회목소리 역
- 조소흠 : 교회목소리 역
- 노유경 : 교회목소리 역
- 용창우 : 교회목소리 역
- 정요셉 : 교회목소리 역
- 조영각 : 교회목소리 역

## 수상
- 홀랜드 애니메이션 페스티벌 장편 부문 그랑프리
- 히혼 국제영화제 51회(2013년) 장편 애니메이션 부문 최우수 장편 애니메이션[1]
- 시체스 국제판타스틱영화제 46회(2013년) 애니메이션 부문 최우수 애니메이션 작품상[1]